# Сбрось маму с поезда
«Сбрось маму с поезда» (англ. Throw Momma from the Train) — кинофильм. Фильм является пародией на фильм Альфреда Хичкока «Незнакомцы в поезде» и снят в жанре чёрной комедии. Это дебютная работа Дэнни Де Вито в качестве режиссёра.
Премьера фильма состоялась 11 декабря 1987 года в США.

## Сюжет
Фильм рассказывает историю двух совершенно разных людей, которые оказались в схожих ситуациях.
Ларри Доннер — писатель, в настоящий момент он ведёт литературные курсы. Нэд Лифт по прозвищу «маленький Нэд» учится у него на курсах. У каждого из мужчин есть своя проблема:
Ларри был женат, а теперь развёлся. Его бывшая жена Маргарет украла у него идею книги, которая стала бестселлером. А Нэд живёт со своей мамой, которую не может переносить, потому что она считает его ещё маленьким мальчиком, и постоянно даёт ему указания.
Ларри и Нэд просто хотят, как они считают, решить свои проблемы — убить мешающих им людей. Но убивать родных каждому несподручно, поэтому они решают поменяться убийствами.

## В ролях
| Актёр             | Роль                             |
| ----------------- | -------------------------------- |
| Дэнни Де Вито     | Оуэн / Нэд Лифт (маленький Нэд)  |
| Билли Кристал     | Ларри Доннер                     |
| Ким Грайст        | Бэт Райан                        |
| Энн Рэмси         | миссис Лифт                      |
| Кейт Малгрю       | Маргарет Доннер                  |
| Роб Райнер        | Джоэл                            |
| Брэнфорд Марсалис | Лестер                           |
| Брюс Кирби        | детектив ДеБенедетто             |
| Джой ДеПинто      | сержант полиции                  |
| Опра Уинфри       | играет саму себя                 |
| Стю Сильвер       | Рамон                            |
| Оливия Браун      | мисс Глэдстон (подружка Лестера) |
| Энни Росс         | миссис Газельтайн (студентка)    |
| Рай Бирк          | мистер Пински (студент)          |
| Филипп Перльман   | Фил Перльман (студент)           |

## Съёмочная группа
| Оценки критиков | Оценки критиков |
| Источник        | Оценка          |
| --------------- | --------------- |
| AllMovie        | [ 1 ]           |
| Smash Hits      | 5/10            |

- Автор сценария: Стю Сильвер
- Режиссёр: Дэнни Де Вито
- Продюсеры: Ларри Брезнер и Арне Шмидт
- Оператор: Барри Зонненфельд
- Композитор: Дэвид Ньюман
- Художник: Ида Рэндом
- Монтаж: Майкл Джэблоу

## Награды и номинации

### Награды
- 1988 Премия Сатурн — лучшая женская роль второго плана — Энн Рэмси

### Номинации
- 1988 Премия Золотой глобус — лучшая женская роль второго плана — Энн Рэмси
- 1988 Премия Золотой глобус — лучшая мужская роль (комедия или мюзикл) — Дэнни Де Вито
- 1988 Премия Оскар — лучшая женская роль второго плана — Энн Рэмси